# Johann Rudolf Kölner
Johann Rudolf Kölner, genannt der Saure (* 22. August 1800 in Basel; † 28. Januar 1877 in Liestal), war ein Bürger von Basel und Augst.

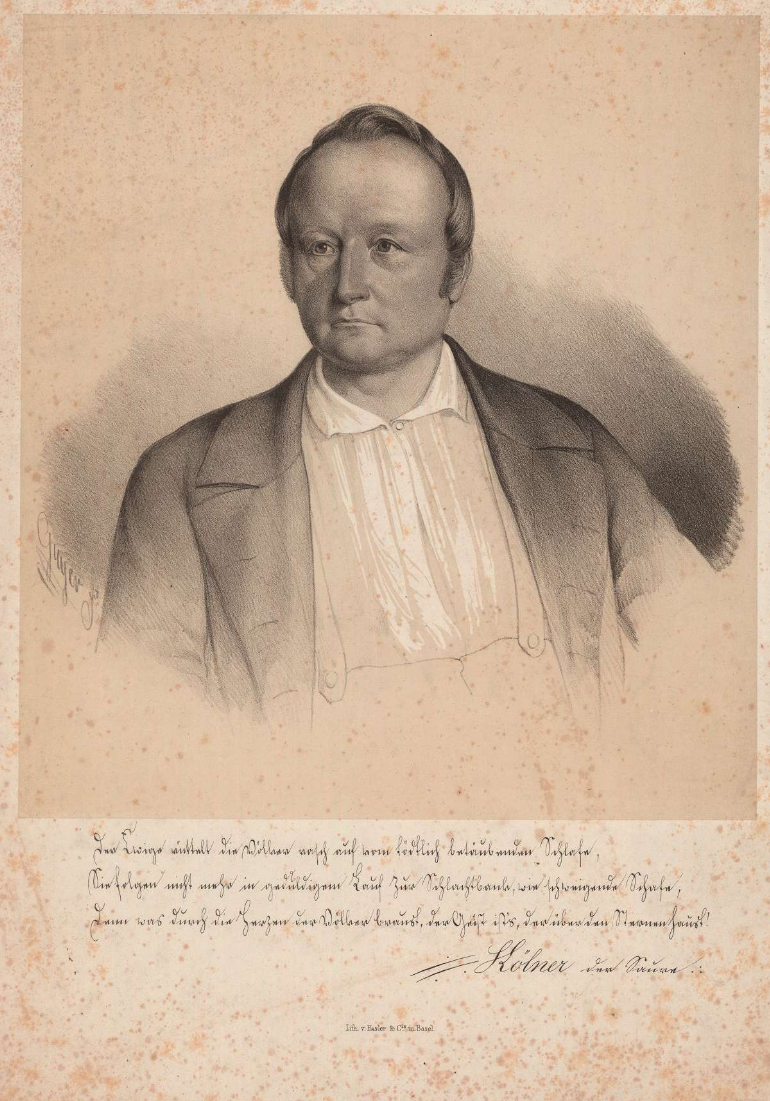
Johann Rudolf Kölner

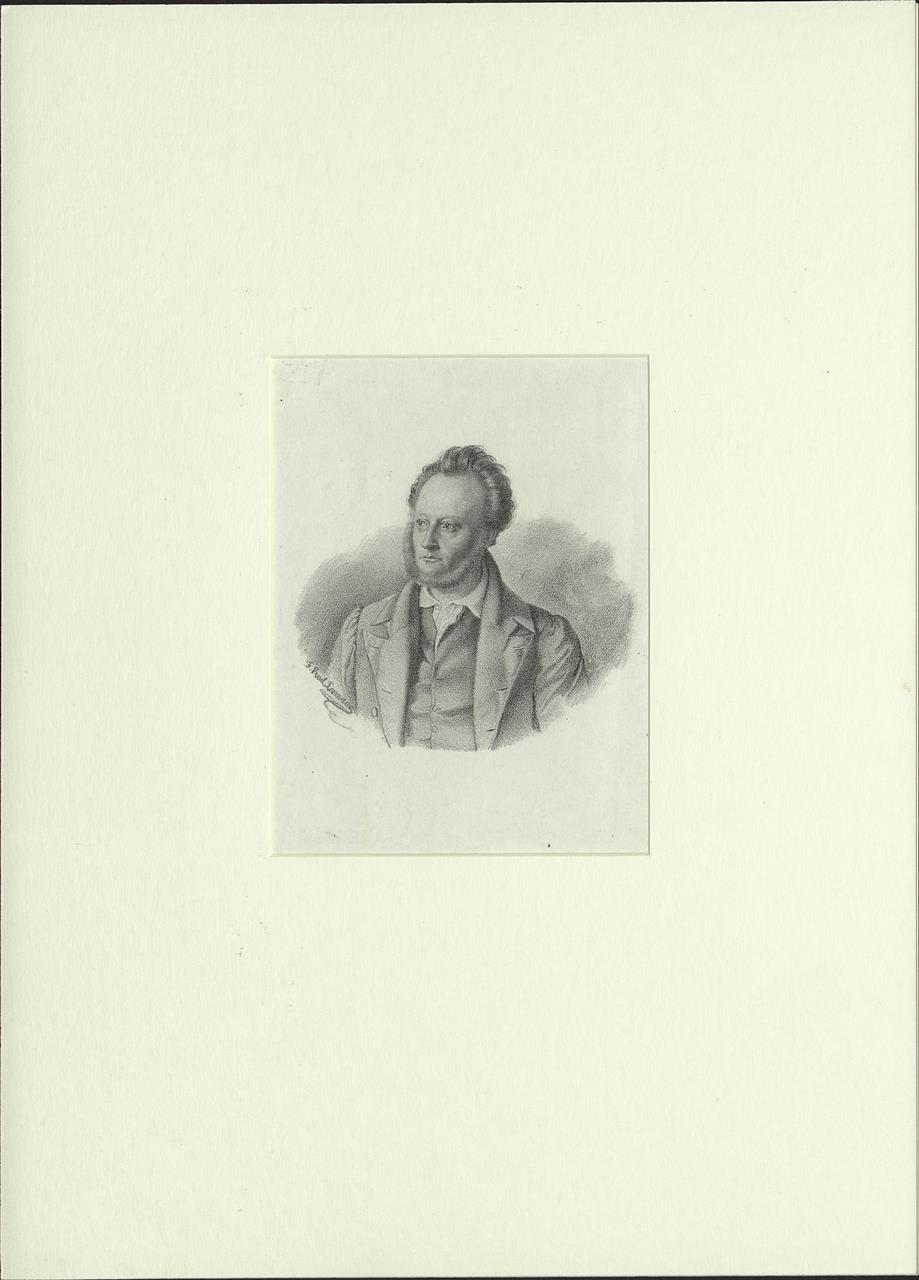
Johann Rudolf Kölner

## Leben
Sein Vater war der Lehrer Johann Heinrich, seine Mutter Anna Margaretha, geb. Rosenburger. Kölner besuchte das Gymnasium in Basel und nahm danach ebenfalls dort ein Jurisprudenz-Studium auf. 1823 erfolgte die Heirat mit Anna Christina, geb. Langmesser von Basel.
Im Schweizerregiment in Frankreich erhielt er 1820 eine Ausbildung zum Sergeanten und Sekretär eines Kriegsgerichts. Von 1821 bis 1831 lebte Kölner als Lehrer und Dichter in Basel. Als offener Freidenker geriet er oft in Konflikt mit seinen Vorgesetzten. Ab 1830 unterstützte er die Vertreter der Basler Landschaft in ihren Forderungen nach Rechtsgleichheit und trat 1831 mit Emil Remigius Frey auf die Seite der Aufständischen über. Ab 1832 war er Sekretär des Obergerichts und lebte als politischer Schriftsteller in Augst. Sein bekanntestes Werk sind die Raurazischen Lieder von 1833. Kölner schaffte sich durch seine kritische und unbequeme Art immer neue Feinde. Im Laufe der Jahre wechselte er oft zwischen der Stadt Basel und der Landschaft. Als Rechtsberater und Publizist unterstützte er die Radikalen im In- und Ausland.

## Werke
- Waidmannssang und Schwerterklang (Basel 1831)
- Patriotische Gedichte (Basel 1831)
- Der Aristokraten-Totentanz (Reutlingen 1832)
- Der Aristokraten-Totentanz, zweiter Teil (Petersburg)
- Vier neue patriotische Lieder von dem verbannten Theophil Vinaigre, Professor der freien Künste an der Universität zu Washington in den amerikanischen Freistaaten. Washington im Jahre 1833.
- Die Schlacht bei Pratteln im Kanton Basel-Landschaft am 3. August 1833, aufgesetzt und herausgegeben von Till Eulenspiegel.
- Raurazische Lieder (Stäfa 1833)
- Wie der radikale, saure, berüchtigte Kölner von der liberalen Regierung in Lostallo drei Apriltage hindurch eingesperrt und gegen Kaution wieder freigelassen werden täte, weil er einer Weisheit drei Wahrheiten schrieb. Nach seinem Tode niedergeschrieben von einem Doppelgänger und im Druck herausgegeben von seinen verstorbenen Freunden ("Arkadien" 1834)
- Zehn republikanische Lieder, von Kölner dem Sauren, Verfasser der raurazischen Lieder (Basel 1848)
- Den ersten deutschen Republikanern von Kölner dem Sauren (Basel 1848)
- Das Kaiserparlament der Deutschmichel (Basel)
- Eine wilde Schweizer-Alpenrose auf das Grab des deutschen Freiheitskämpfers und Märtyrers Robert Blum. Von Kölner dem Sauren (Basel 1848)